# Grizon velký
Grizon velký (Galictis vittata) je druh velké lasicovité šelmy žijící v jižním Mexiku, Střední a Jižní Americe.

## Popis
Grizon velký je štíhlé zvíře s krátkýma nohama, dlouhým krkem a krátkým huňatým ocasem. Je si vzhledem podobný s blízce příbuzným grizonem malým, od kterého jej lze nejsnáze odlišit podle velikosti, kdy se délka hlavy a těla grizona velkého pohybuje od 45 do 60 cm. Dospělí jedinci váží ve volné přírodě mezi 1,5 a 3,8 kilogramy, ale při chovu v zajetí mohou být větší a vážit více.
Hřbet, boky, temeno hlavy a ocas jsou zbarveny šedě, zatímco zbytek těla je mnohem tmavší a obvykle souvisle černý. Úzký bělavý pruh odděluje tmavší a světlejší srst na hlavě a ramenou, nikoli však dále vzadu, kde mohou obě barvy u některých jedinců splývat. Ocas je dlouhý 14 až 20 cm a pokrytý huňatou srstí podobné barvy jako hřbet zvířete. Hlava je zploštělá a široká, s krátkýma, kulatýma ušima a tmavě hnědýma až černýma očima. Nohy jsou svalnaté, s pěti prsty spojenými plovací blánou, z nichž každý je zakončen ostrým, zahnutým drápem.

## Rozšíření a stanoviště
Grizoni velcí pochází ze Severní a Jižní Ameriky, kde se vyskytují od jižního Mexika na severu až po střední Brazílii, Peru a Bolívii na jihu. Obývají širokou škálu lesních a cerradových biotopů a obvykle se vyskytují v blízkosti řek a potoků. Obvykle se vyskytují v nadmořských výškách pod 500 m, ale v některých částech bolivijských And se mohou vyskytovat až ve výšce 2000 m. V některých oblastech se mohou vyskytovat i v obdělávaných oblastech, jako jsou plantáže a rýžová pole. Jsou známy čtyři žijící a jeden fosilní poddruh:
- Galictis vittata vittata – severní část Jižní Ameriky
- Galictis vittata andina – Peru a Bolívie
- Galictis vittata brasiliensis – Brazílie
- Galictis vittata canaster – Střední Amerika a jižní Mexiko
- † Galictis vittata fossilis – pleistocén Brazílie[2]

## Chování
Grizoni velcí jsou převážně suchozemští, i když umí šplhat po stromech a dobře plavat. Jsou převážně denní, v noci jsou aktivní jen výjimečně. Žijí osaměle nebo v párech, jejich domovský okrsek má rozlohu nejméně 4,2 km² a populační hustota je velmi nízká, takže se s nimi v přírodě setkáme jen zřídka. Nocují v dutinách v dutých kmenech nebo pod kořeny stromů, případně v opuštěných norách jiných zvířat.
O jejich potravě je známo jen málo, ačkoli se z velké části skládá z drobných obratlovců, jako jsou ryby, obojživelníci, ptáci a další savci. Při lovu kličkují, dělají krátké kroky a občas se zastaví, aby se rozhlédli se zdviženou hlavou a zavětřili. Při opatrnějším pohybu tisknou tělo těsně k zemi s pohybem, který je popisován jako „hadí“. Na ohrožení prý reagují sérií vrčení, které nabývá na intenzitě a frekvenci, až přechází v rychlé štěkání a nakonec v jediný hlasitý výkřik s vyceněnými zuby.

## Biologie
Stejně jako mnoho jiných lasicovitých mají i grizoni anální pachové žlázy, které vylučují nažloutlý nebo nazelenalý výměšek. Ten sice není v porovnání s jinými druhy nijak zvlášť odporný, ale může být vystříknut na útočníky a slouží také ke značení teritoria.
Vrhají až čtyři mláďata od března do září po 39 dnech březosti. Novorozená mláďata váží méně než 50 gramů a zpočátku jsou slepá. Mají krátkou srst, která již připomíná dospělého jedince. Po dvou týdnech se jim otevřou oči a ve třech týdnech začínají přijímat pevnou potravu, přičemž dospělého vzrůstu dosáhnou již ve čtyřech měsících. V zajetí se dožívají přinejmenším 10 let.